# Peristerés
Peristerés, en grec moderne : Περιστερές, est une île du dème de Corfou-Nord, district régional de Corfou, en Grèce.
Selon le recensement de 2011, la population du village compte un habitant.